# 罗斯福家族
罗斯福家族（英語：Roosevelt family）是一个卓越的商业和美国政治世家，为荷兰移民的后裔，该家族产生过两位美国总统，分别是西奥多·罗斯福和富兰克林·德拉诺·罗斯福；富兰克林·德拉诺·罗斯福的妻子第一夫人埃莉诺·罗斯福也颇有影响力。

## 历史
第一个出现在美洲的罗斯福家族成员是克莱斯·范·卢兹维尔特（荷蘭語：Claes van Rosevelt，“Rosevelt”亦写作“Rosenvelt”，即“卢泽维尔特”），他抵达纽约城（時為荷屬新阿姆斯特丹）的时间为1649年，也可能是1638年之前。克莱斯让人联想到那时居住在荷兰之西兰省奧德-沃斯米爾的范卢泽维尔特家族，但是不能完全确立这种联系。大约是1652年，克莱斯·玛腾森·范卢泽维尔特从兰伯特·范沃尔肯布尔赫那里买下一个农场。这处地产包含24甲（约23萬2776平方米），现在屬於曼哈顿中城，帝国大厦也居于这块土地之上。
18世纪，罗斯福家族划分为两个分支，海德帕克的罗斯福，他们在19世纪晚期是民主党人；牡蛎湾的罗斯福则普遍成为共和党人。西奥多·罗斯福总统，一个牡蛎湾的共和党人，是富兰克林·德拉诺·罗斯福的隔了四代的堂兄（他们拥有一共同的七世祖）。尽管他们的政治观点不同，而这通常让家族成员积极的反对彼此，但是两个分支依旧是友善的关系：詹姆斯·罗斯福是在西奥多母亲住所的一个家庭聚会上初次见到日后成为他妻子的萨拉·德拉诺，而他们的儿子富兰克林则娶了西奥多的侄女埃莉诺。

## 纹章
荷兰人纹章学的实施与英国人颇有不同。在英格兰，官方纹章学的机构英国纹章院，垄断了纹章，作为一种特权，为上流人士和贵族所专用。相对之下，在荷兰（以及大部分欧洲地区），商人和工匠通常使用的纹章，被称为“市民纹章”。克莱斯·玛腾森·范卢泽维尔特很可能没有用使用过纹章，罗斯福家族的纹章是在一代人之内被采用的；根据记载，罗斯福家族的纹章最早出现在克莱斯之子尼古拉斯·罗斯福打造的一只银制啤酒杯上。尼古拉斯的纹章被一代代的传承下来，家族不同的分支都采用一样的纹章。
罗斯福家族的纹章以带刺的红玫瑰以及红白色的鸵鸟羽毛为特征。这是一个暗语纹章的例子，用形象化的双关表示特有的家族名。尼古拉斯·罗斯福的纹章盾形里，有三朵玫瑰生长在绿色山丘上的荆棘灌木丛中——Roosevelt在荷兰语里的词义就是“玫瑰原野”。这种图案被西奥多·罗斯福不加改动的采用。富兰克林·德拉诺·罗斯福自己使用的纹章略有改动，他使用了三朵经过修剪的带刺玫瑰，而不是一丛茂盛生长的。富兰克林的纹章还将绿色山丘排除在外。两位总统都在纹饰中盾形的上方使用了三根鸵鸟羽毛。在嫁给富兰克林·德拉诺·罗斯福之前，埃莉诺·罗斯福就已经拥有使用罗斯福家族纹章变体的权利。

## 成员

### 牡蛎湾的罗斯福

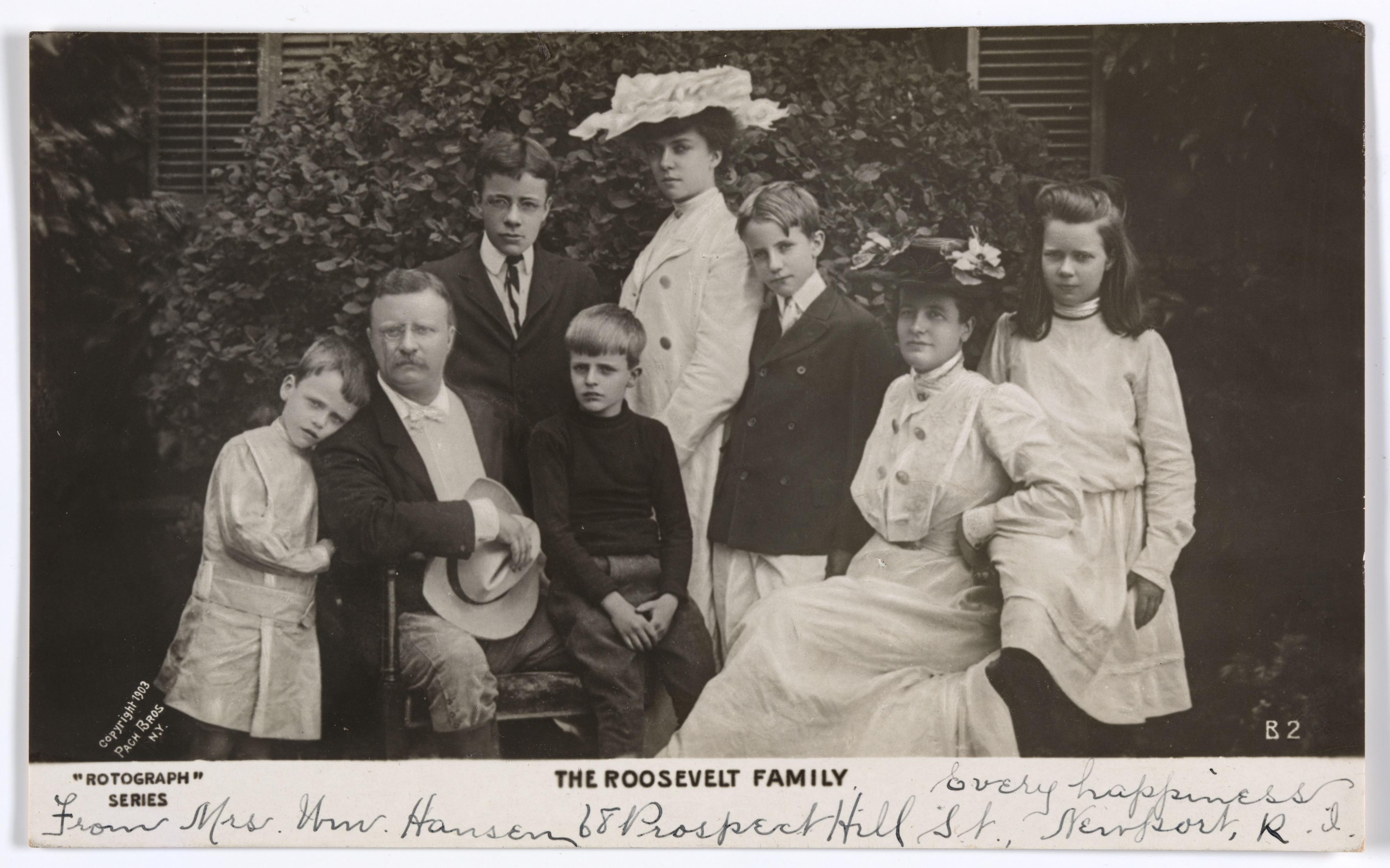
1903年西奧多·羅斯福和家人在牡蠣灣

- 约翰内斯·罗斯福 （1689年出生），牡蛎湾罗斯福的祖先

- 尼古拉斯·罗斯福 （1717年出生），商人

- 尼古拉斯·罗斯福 （1747出生），市议员助理（1748年-1762年），市议员（1762-1767年）

- 克涅利乌斯·罗斯福 （出生于1731年），1763年为市议员

- 艾尔伯特·罗斯福 （1767年-1857年）

- 克林顿·罗斯福 （1804年-1898年），激进的民主党政治家

- 雅各布斯·罗斯福 （1724年-1777年）

- 尼古拉斯·罗斯福 （1767年-1854年），发明家

- 萨穆埃尔·罗斯福 （1813年-1878年）

- 尼古拉斯·拉特罗布·罗斯福 （1847年-1892年）

- 亨利·拉特罗布·罗斯福 （1879年-1936年），海军部副部长

- 萨穆埃尔·蒙哥马利·罗斯福 （1858年-1920年），知名肖像画画家

- 雅各布斯·“詹姆斯”·罗斯福 （1759年-1840年），纽约银行的创立者，与玛丽亚·范斯卡克成婚

- 詹姆斯一世·罗斯福 （1795年-1875年），政治家和法官
- 克涅利乌斯·罗斯福 （1794年-1871年）

- 塞拉斯·威尔·罗斯福 （1823年-1870年）

- 克涅利乌斯·罗斯福 （1847年-1902年），与一位叫做安娜斯塔西亚·安德珀尔的法国女演员成婚

- 安德烈·罗斯福 （1879年-1962年），电影导演，在海地去世，与一位美国立体派雕刻家阿德尔黑德·兰格·罗斯福成婚

- 希尔伯恩·罗斯福 （1849年-1886年），电风琴的创建者
- 詹姆斯·韦斯特·罗斯福 （1858年-1896），医生

- 尼古拉斯·罗斯福 （1893年-1982年），外交官

- 詹姆斯·阿尔弗雷德·罗斯福 （1825-1898），银行家

- 威廉·埃姆伦·罗斯福 （1857年-1930年），银行家，电信经营者

- 乔治·埃姆伦·罗斯福 （1887-1963），银行家和慈善家

- 朱利安·罗斯福 （1924年-1986年），奥林匹克游艇比赛金牌得主以及国际奥林匹克委员会成员

- 菲利普·詹姆斯·罗斯福 （1892年-1941年），第一次世界大战时的军队将领，银行家，游艇选手

- 小菲利普·詹姆斯·罗斯福 （1928年-1998年），投资顾问

- 罗伯特·巴恩沃尔·罗斯福 （1829年-1906年），天然资源保护论者，深刻影响了他的侄子
- 老西奥多·罗斯福（1831-1878），与 玛莎·“米提”·布洛赫成婚

- 安娜·罗斯福（“巴米”），与威廉·谢菲尔德·考尔斯成婚
- 西奥多·罗斯福总统（1858年-1919年），先与爱丽丝·海瑟薇·李成婚，有一个孩子，后与伊蒂丝·克米特·卡罗成婚

- 爱丽丝·李·罗斯福 （1884年-1980年），与尼古拉斯·隆沃斯成婚，有一女宝琳娜·隆沃斯（1925年-1957年）
- 小西奥多·罗斯福 （1887年-1944年），与埃莉诺·巴特勒·亚历山大成婚

- 西奥多·罗斯福三世 （1914年-2001年），与安妮·梅森·巴布考克成婚

- 西奥多·罗斯福四世 （出生于1942年），与康斯坦丝·兰妮·罗格斯成婚

- 西奥多·罗斯福五世

- 克涅利乌斯·范斯卡克·罗斯福 （1915年-1991年）
- 昆廷·罗斯福二世 （1919年-1948年）

- 苏珊·罗斯福·威尔德，马萨诸塞州州长威廉·威尔德之妻，有五个孩子

- 克米特·罗斯福 （1889年-1943年），与蓓尔·怀亚特·威拉德成婚，有四个孩子

- 小克米特·罗斯福 （1916年-2000年），玛丽·罗伊·加迪斯成婚，有三个孩子

- 克米特·罗斯福二世

- 克米特·罗斯福三世 （出生于1971年）

- 马克·罗斯福（出生于1955年），匹兹堡公立学校的教育学监

- 约瑟夫·威拉德·罗斯福（1918年-2008年），钢琴家和作曲家

- 艾丝尔·罗斯福（1891年-1977年），与理查德·德比成婚
- 阿奇博尔德·罗斯福（1894年-1979年），与葛瑞丝·洛克伍德成婚，有四个孩子

- 阿奇博尔德·布洛赫·罗斯福（1918年-1990年），中央情报局高级官员，与凯瑟琳·特维德成婚

- 特维德·罗斯福 （出生于1941年），波士顿的实业家

- 昆廷·罗斯福 （1897年-1918年）

- 埃利奥特·罗斯福 （1860年-1894年），与安娜·霍尔成婚

- 安娜·埃莉诺·罗斯福，富兰克林·德拉诺·罗斯福总统之妻 （见下）
- 小埃利奥特·罗斯福 （1889年-1893年）
- （葛瑞希）霍尔·罗斯福 （1891年-1941年），结婚两次，有六个孩子

- 柯瑞妮·罗斯福 （1861年-1933年），诗人，演说家，与道格拉斯·罗宾逊成婚，有四个孩子，包括柯瑞妮·道格拉斯·罗宾逊，她是专栏作家约瑟夫·阿尔索普和斯图尔特·阿尔索普的母亲

- 尼古拉斯·罗斯福 （出生于1687年），金匠

- 尼古拉斯·罗斯福 （1715年受洗），士兵，独立战争时期民兵部队的中尉

- 尼古拉斯·罗斯福 （出生于1758年），1883年为代表瓦伦郡的纽约州众议院议员

### 海德帕克的罗斯福

1931年富蘭克林·羅斯福和家人在海德帕克

- 詹姆斯·雅各布斯·罗斯福 （1692年-1776年），海德帕克的罗斯福；与凯萨琳那·海登布洛克成婚

- 克里斯托弗·罗斯福 （出生于1739年）

- 詹姆斯·克里斯托弗·罗斯福 （出生于1770年）

- 詹姆斯·亨利·罗斯福 （1800-1863），罗斯福医院的创立者

- 伊萨克·罗斯福 （1726年-1794年），州参议员，纽约银行的创立者之一

- 詹姆斯·罗斯福 （1760年-1847年）

- 葛瑞丝·罗斯福

- 詹姆斯·罗斯福·贝里 （1814年-1877年），新泽西州纽瓦克市的主教以及巴尔的摩的大主教

- 伊萨克·罗斯福 （1790年-1863年），与玛丽·瑞贝卡·阿斯平沃尔成婚

- 老詹姆斯·罗斯福 （1828-1900），与萨拉·德拉诺成婚

- 詹姆斯·罗斯福 （1854年-1927年）

- 泰德·罗斯福 （1879年-1958年）

- 富兰克林·德拉诺·罗斯福总统 （1882年-1945年），与安娜·埃莉诺·罗斯福成婚

- 安娜·埃莉诺·罗斯福 （1906年-1975年），曾嫁给柯蒂斯·宾·达尔，克拉伦斯·约翰·伯蒂格和詹姆斯·阿狄森

- 埃莉诺·罗斯福·希格拉夫 （1927年出生时名为安娜·埃莉诺·达尔）
- 柯蒂斯·罗斯福 （1930年出生时名为柯蒂斯·罗斯福·达尔）
- 约翰·罗斯福·伯蒂格 （出生于1939年）

- 詹姆斯·罗斯福 （1907年-1991年），与贝齐·库欣成婚

- 小詹姆斯·罗斯福，是2008年民主党总统初选超级代表，代表马萨诸塞州

- 富兰克林·罗斯福 （1909年-1909年）
- 埃利奥特·罗斯福 （1910年-1990年），结婚五次，有五个孩子

- 威廉·唐纳·罗斯福 （1931年-2003年），银行投资家和慈善家

- 小富兰克林·德拉诺·罗斯福 （1914年-1988年），结婚五次，其中与埃塞尔·杜邦有三个孩子

- 富兰克林·德拉诺·罗斯福三世 （出生于1938年），经济学家，与葛瑞丝·R·古德耶尔成婚，有三个孩子

- 艾米莉亚（艾米）·罗斯福 （出生于1966年），小提琴手

- 约翰·阿斯平沃尔·罗斯福 （1916年-1981年），与安妮·琳赛·克拉克成婚，有四个孩子

- 约翰·阿斯平沃尔·罗斯福 （1840年-1909年），与艾伦·穆雷·科洛斯比成婚

- 葛瑞丝·沃尔顿·罗斯福 （1867年-1945年），与阿普尔顿·乐旭尔·克拉克成婚
- 埃伦·克罗斯比·罗斯福 （1868年-1954年）

## 深入阅读
- Cobb, William T. . William E. Rudge's Sons. 1946.
- Collier, Peter; David Horowitz. . Simon & Schuster. 1994. ISBN 0-671-65225-7.
- Hubert, Philip G. . 1903  [2009-02-18]. （原始内容存档于2014-01-01）.
- Schriftgiesser, Karl. . Wildred Funk, Inc. 1942.
- Scoville, Joseph A. . New York, NY: Carlton. 1863  [2009-02-18]. （原始内容存档于2013-11-13）.
- Whittelsey, Charles B. . 1902.